# Terminus
Terminus – w mitologii rzymskiej bóg granic między prywatnymi posiadłościami, ale przede wszystkim granic państwowych. Był również bóstwem opiekuńczym samych znaków granicznych, które po łacinie nosiły tę samą nazwę co bóstwo i były z nim czasem utożsamiane. Każdy z kamieni granicznych uświęcano poprzez ofiarę dla boga. Na cześć Terminusa odbywały się święta zwane Terminaliami. Obchodzone były raz do roku, 23 lutego, szczególnie przez właścicieli ziemskich. Wierzono, że Świątynia Jowisza Najlepszego Największego na Kapitolu została wzniesiona na miejscu chramu Terminusa. Bóg ten był czasem czczony jako aspekt Jowisza: "Iuppiter Terminalis".
Starożytni pisarze wierzyli, że początki kultu Terminusa w Rzymie sięgają rządów Romulusa (około 753–717 p.n.e.) bądź jego następcy Numy Pompiliusza (717–673 p.n.e.). Współcześni badacze identyfikują Terminusa z pozostałościami religii animistycznych albo rzymską wersją praindoeuropejskiej wiary w bóstwo opiekujące się podziałem dóbr.

## Kult
Imię boga oznaczało po łacinie również kamień graniczny, a jego kult według opisów w późnym okresie Republiki i Cesarstwa skupiał się na kamieniach granicznych, z którymi bóg mógł być utożsamiany. Zapisy Siculusa Flaccusa dotyczące miernictwa zawierają opis rytuału poświęcenia kamienia granicznego: w dole w ziemi na granicy posiadłości umieszczane były kości, prochy i krew zwierzęcia ofiarnego, plony, plastry miodu i wino, a następnie ofiara przykrywana była kamieniem. 23 lutego na cześć bóstwa świętowano "Terminalia", których obrządek można uznać za coroczne odnowienie rytuału poświęcenia kamienia. Sąsiadujące rodziny przystrajały swoją stronę kamienia girlandami i składały na ołtarzu ofiary, na które, jak podaje Owidiusz także składały się plony, plastry miodu i wino. Sam kamień był skrapiany krwią ofiarnej owcy lub świni. Następnie odbywała się wspólna uczta i pieśni ku chwale boga.
Wspomniane rytuały były praktykowane przez prywatnych właścicieli ziemskich, jednak istniały również obchody publiczne. Owidiusz wspomina o ofierze z owcy, składanej przy szóstym kamieniu milowym od Rzymu na Via Laurentina, który mógł w przeszłości wyznaczać granicę między dawnymi Rzymianami a ich sąsiadami z Laurentum. Kamień lub ołtarz poświęcony Terminusowi znajdował się również w Świątyni Jowisza Najlepszego Największego na Kapitolu. Jako że według wierzeń musiał znajdowań się pod gołym niebem, w sklepieniu bezpośrednio nad nim znajdował się mały otwór. Z czasem powiązanie Terminusa z Jowiszem doprowadziło do uznania go za aspekt tego boga. Dionizjusz z Halikarnasu używa zwrotu "Jupiter Terminalis"; zachowała się również inskrypcja: "Juppiter Ter".
Istnieją dowody na to, że sfera opieki Terminusa rozciągała się od ochrony granic posiadłości po granice w bardziej ogólnym znaczeniu. W kalendarzu Republiki Rzymskiej, gdy podczas interkalacji został dodany miesiąc Mercedonius, następował on po 23 lub 24 lutego, a niektórzy ze starożytnych pisarzy wierzyli, że Terminalia 23 lutego wyznaczały niegdyś koniec roku. Decyzja Dioklecjana w 303 roku n.e. o rozpoczęciu prześladowań chrześcijan 23 lutego była odczytana jako próba wezwania boga, by „położył kres chrześcijaństwu”.

## Historia

### Poglądy starożytne
Starożytni autorzy byli zgodni, że kult Terminusa pochodził od Sabinów, a wprowadzony został przez Tytusa Tatiusza, sabińskiego znajomego króla-założyciela Rzymu, Romulusa albo przez jego następcę, Numę Pompiliusza. Autorzy przypisujący wprowadzenie kultu Numie tłumaczą to chęcią zapobieżenie sporom o granice. Plutarch stwierdza również, że z powodu początkowego charakteru Terminusa jako gwaranta pokoju ofiary dla niego nie był krwawe.
Przyjmowano, że Kamień w Świątyni Kapitolińskiej należał do ołtarzy znajdujących się tam jeszcze przed wzniesieniem Świątyni za czasów Tarkwiniusza Starego (około 616 – 579 p.n.e.) lub Tarkwiniusza Pysznego (535 – 510 p.n.e.). Gdy augurowie odprawiali auspicja, aby dowiedzieć się, czy dane bóstwo jest zadowolone z przeniesienia ołtarza, Terminus odmówił jako jedyny albo razem z Juwentas, boginią młodości. Kamień został więc częścią Świątyni, a jego stałość uznano za dobry omen dla stałości granic miasta.

### Poglądy współczesne
Pod koniec XIX w. i przez większość XX w. przeważał pogląd, że religia Rzymian była pierwotnie animistyczna, gdzie konkretne obiekty i czynności miały swoje duchy, które dopiero później rozwinęły się niezależne osobowe bóstwa. Terminus z powodu braku mitologii oraz bezpośrednim powiązaniem z obiektem zdawał się być przykładem bóstwa, którego idea bardzo słabo rozwinęła się z pierwotnego stanu.
Ta wizja kultu Terminusa posiada współcześnie zwolenników, jednak inni badacze na podstawie porównania wierzeń praindoeuropejskich twierdzą, że spersonalizowani bogowie religii Rzymian musieli istnieć jeszcze przed założeniem miasta. Georges Dumézil identyfikował Jowisza, Juwentas i Terminusa jako rzymską wersję praindoeuropejskiej triady, której wedyjski odpowiednik tworzą:Mitra, Arjaman i Bhaga. Według tego poglądu bóstwo nadrzędne (Jowisz/Mitra) było powiązane z dwoma bóstwami podrzędnymi: jednym zajmującym się miejscem człowieka w społeczeństwie (Juwentas/Arjaman) i drugim zajmującym się sprawiedliwym podziałem dóbr (Terminus/Bhaga).